# Schnappschloss (Verschluss)
Ein Schnappschloss (auch Fallenschloss) zählt zur Kategorie der Einsteckschlösser. Kennzeichnend für das Schnappschloss ist der sogenannte “Schnapper” (Schlossfalle), der beim Fallenschloss den Riegel ersetzt.
Im geschlossenen Zustand ist es der Schnapper, der die Tür blockiert.

## Aufbau
Ein gewöhnliches Schnappschloss besteht aus dem Schnapper mit Fallensperre, Fallenfeder und Wechsel. In speziellen Anfertigungen gibt es zusätzlich einen eingebauten Geräuschdämpfer. Durch diese Vorrichtung wird das Geräusch des Schnappers beim Auf- und Zuschnappen der Tür gedämpft.

## Funktion
Beim Schließvorgang, greift der Schnapper in die vorgesehene Falle im Türöffner. Das Öffnen des Schnappschlosses erfolgt in der Regel durch mechanisches Aufschnappen. Das kann über die Betätigung eines kleinen Hebels oder über eine leichte Ziehbewegung geschehen. Aus Sicherheitsgründen haben die meisten Türen mit Schnappschloss auch einen zusätzlichen Einsteckschlossriegel. Diesen kann man zum Beispiel über Nacht verriegeln. Dies hat auch versicherungsrechtliche Relevanz, da eine einfache Fallensicherung allein nicht als abgesperrtes Türschloss gilt.

## Verwendung
Schnappschlösser kommen oft in Einfamilienhäusern oder Mehrparteienhäusern zum Einsatz. Denn eine Tür mit Schnappschloss erleichtert das Kommen und Gehen von vielen Menschen. Denn die Betätigung des Schnappers ersetzt das Aufsperren bei stark frequentierten Türen. Bei Einfamilienhäusern ist so auch dem Risiko des Aussperrens vorgebeugt.
Weiters findet man Fallenschlösser meist in Dachbodenluken. Hier gibt es einen speziellen Mechanismus, durch den das Schnappschloss entriegelt wird. Durch eine Ziehbewegung nach unten, zieht sich der Schnapper aus einer ringförmigen Schließvorrichtung zurück.
Geeignet sind Schnappschlösser zum leichten und sicheren Abschließen von Klappen und stark frequentierten Türen. Dabei gibt es Modelle mit elektrischen oder mit mechanischen Türöffnern.

## Verarbeitung / Ausführungen
Ein Schnappschloss lässt sich in Form von Einsteckschlössern an Holztüren einbauen sowie in Rohrrahmenschlösser in Metalltüren. Weitere Ausführungen des Fallenschlosses findet man in Aufschraubschlössern, Möbelschlössern oder in Hinterschaubschlössern.